# Sioulot
Der Sioulot ist ein kleiner Fluss in Frankreich, der im Département Puy-de-Dôme in der Region Auvergne-Rhône-Alpes verläuft. Er entspringt im Bergmassiv Monts Dore, an der Südost-Flanke des Puy de l’Ouire (1509 m), im Gemeindegebiet von Orcival, entwässert generell in nördlicher Richtung  durch den Regionalen Naturpark Volcans d’Auvergne und mündet nach rund 18 Kilometern an der Gemeindegrenze von Saint-Pierre-Roche und Olby als linker Nebenfluss in die Sioule.

## Name des Flusses
Der Fluss ändert in seinem Oberlauf mehrfach die Bezeichnung:
- Ruisseau de Grande Fontaine im Quellbereich
- Ruisseau de Servières im nachfolgenden Oberlauf
- Sioulot unterhalb von Orcival

## Orte am Fluss
(Reihenfolge in Fließrichtung)
- Servières, Gemeinde Orcival
- Orcival
- Saint-Martin-de-Tours, Gemeinde Rochefort-Montagne
- Farges, Gemeinde Saint-Bonnet-près-Orcival
- Massagettes, Gemeinde Saint-Pierre-Roche
- Prades, Gemeinde Saint-Pierre-Roche

## Sehenswürdigkeiten
- Église Notre-Dame-des-Fers, Basilika aus dem 12. Jahrhundert in Orcival – Monument historique[4]
- Château de Cordès, Schloss aus dem 15. Jahrhundert in Orcival – Monument historique[5]

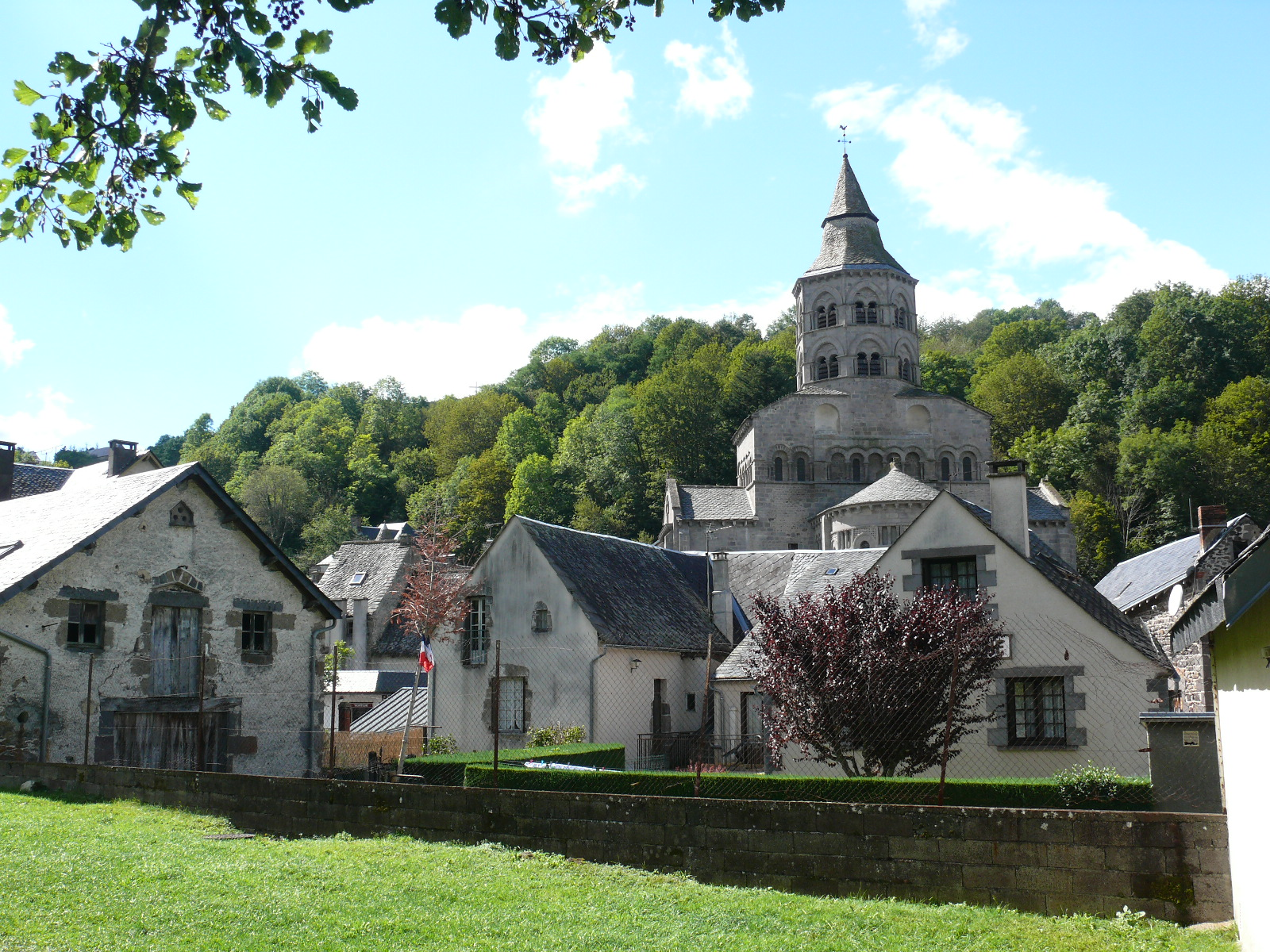
Basilika in Orcival
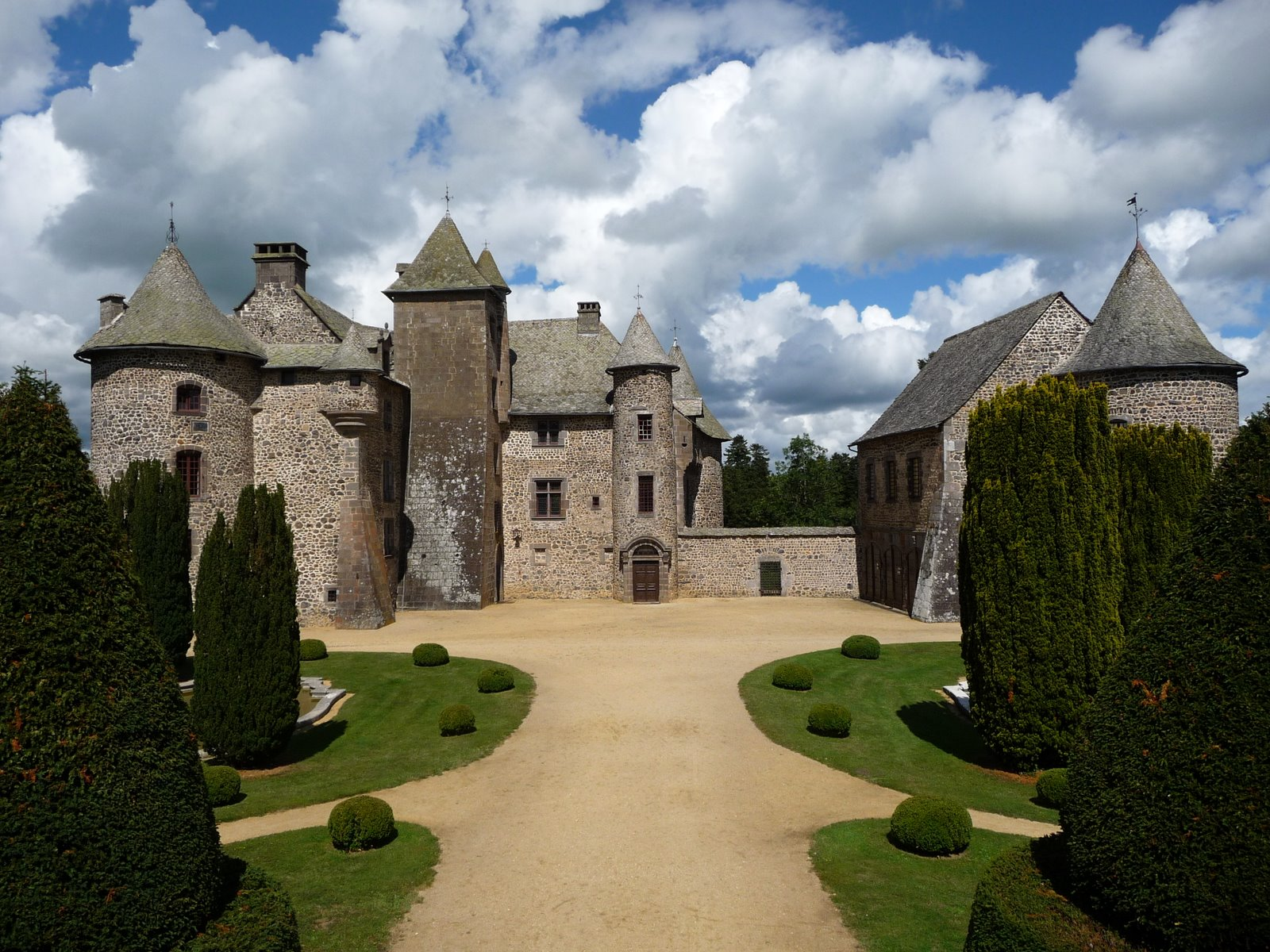
Schloss Cordès